# Сегедская идея
«Сегедская идея» (венг. Szegedi gondolat) — контрреволюционная политическая доктрина венгерских ультраправых межвоенного периода и Второй мировой войны. Название получила от города Сегед — военно-политического центра «белого» лагеря венгерской гражданской войны 1919 года. Являлась концептуальной основой Венгерской ассоциации национальной обороны, Ассоциации пробуждающихся мадьяр и Национальной армии.
Характерными чертами «Сегедской идеи» являются приверженность идеям ультранационализма, антибольшевизма, авторитаризма, реваншизма и антисемитизма.

## Принципы и структура
«Сегедская идея» возникла как объединяющая доктрина антикоммунистического «белого движения», сгруппированного вокруг Миклоша Хорти в Сегеде 1919. Сегедисты были убеждены, что в Первой мировой войне венгерская армия получила «удар в спину от национальных предателей» — прежде всего коммунистов, марксистов и евреев. Гражданская война против Советской республики велась под лозунгами венгерского национал-патриотизма.
Сегедисты также проповедовали Третий путь — альтернативный коммунизму и капитализму — в социально-экономической политике (требование земельной реформы, раздела крупных магнатских владений, конфискации банковских активов, выступали за корпоративное устройство промышленности). Важное место в доктрине занимали сильное авторитарное государство и реваншистская экспансия во всех геополитических направлениях (австрийском, балканском, чехословацком, румынском). Венгерские националисты категорически отказывались признавать Трианонский договор, выступали с позиций реваншизма, планировали возвращение утраченных территорий, дальнейшую экспансию и «мадьяризацию».
Организационной структурой сегедизма выступала Венгерская ассоциация национальной обороны (MOVE). Лидером являлся Дьюла Гёмбёш. Видными фигурами движения были Пал Пронаи, Ласло Эндре, Миклош Козма, Дьюла Остенбург-Моравек, ряд других офицеров. Все они принимали участие самое активное участие в антикоммунистической гражданской войне.
После победы в войне сегедисты формулировали концепцию, соединяющую муссолиниевский корпоративизм и расовые принципы, близкие к гитлеризму. Отличительной чертой Сегедской идеи была ставка на насилие как универсальный метод решения общественных проблем.

Насилие есть приемлемый метод управления государством. Оно позволяет направлять ход истории в интересах не узкой клики, а всей нации.

Дьюла Гёмбёш

Существует мнение, что именно в Венгрии возникли первые проявления фашизма как ультраправого радикализма, ориентированного на мелкую буржуазию, рабочих и крестьян. Сходство сегедизма с фашизмом и национал-социализмом действительно представляется очевидным. При этом MOVE как организационная основа сегедизма появилась раньше итальянской фашистской партии и германской НСДАП.

## Политическое развитие
Группировка Гёмбёша, опиравшаяся на ветеранов «белого движения», идеологизированную интеллигенцию, мелкую и среднюю буржуазию, политизированный криминалитет стала политическим выразителем этих социальных сил. Она не только всеми силами, вплоть до физического истребления, искореняла коммунистические тенденции, но и выступала против реставрации господства прежней элиты. Сегедисты считали коммунизм и капитализм антинациональными порождениями «мирового еврейства». Это мотивировалось, в частности, национальной принадлежностью многих коммунистических руководителей с одной стороны, и крупнейших банкиров с другой. Они выступали также за земельную реформу и национальный контроль над капиталом — для обеспечения «христианского курса» экономической политики.

Эта группа стремилась не только удержать приобретённые права и позиции, но и расширить их. Имевшиеся в ней экстремистские элементы намеревались даже оттеснить, а при подходящих условиях исключить из элиты представителей старых господствующих классов.

Эти популистские установки вызывали недовольство и обеспокоенность регента Хорти, который через Козму грозил Гёмбёшу расстрелом. Твёрдое намерение Хорти подавить любой радикализм вынудило крайних сегедистов умерить свою активность. Однако они сохранили свои структуры, в том числе военизированные (прежде всего Гвардию оборванцев).
В 1932 Гёмбёш возглавил правительство (ключевой пост министра внутренних дел вскоре получил Козма). На посту премьер-министра он провозглашал развитие «на основе венгерских расовых особенностей и христианских моральных принципов», укреплял межгосударственное сотрудничество с фашистской Италией и Третьим рейхом. В этом курсе усматривалось сочетание национализма с социализмом. Однако верховным правителем оставался Хорти, ограничивавший радикальные тенденции.
В конце 1930-х Сегедская идея была принята на вооружение фашистской партией Пронаи и Остенбург-Моравека. В 1940-х она — в своих крайних выражениях — стала идейной основой нилашистского движения Ференца Салаши.

## Современные проявления
В современной Венгрии явственные отголоски Сегедской идеи заметны в идеологии и политике партии Йоббик. Они проявляются в крайнем национализме, антисемитизме, призывах к внешней экспансии: «Крым российский, Закарпатье мадьярское!».
Сегедские идеологические установки полностью копировались в программе «Венгерской ассоциации национальной обороны», созданной в 2007 по инициативе ультранационалиста Тамаша Эсеша.